# عجيب المانجلك
الشيخ عجيب المانجلك 910 -1019 هجرية، هو أحد شيوخ العبدلاب بالسودان والحاكم الثاني لمملكة العبدلاب (قري) امتد حكمه 53 عام 1563/ 1610.

## سبب التسمية
المانجلك، لقب ملكي يعني لا نُجِلّ إلاّ إيّاك.
وإسمه عجيب بن الشيخ عبد الله بن محمد الباقر الحسين والذي ينتمي في أصله إلي بيت كريم من أشراف مكة يعرف ببيت بركات.
ووالدته عائشة بنت الشيخ حمدالمدفون بأبي دليق

## أعماله
قام بتوسيع المملكة وكان من أكابر أولياء الله وقام داعياً إلى الله باتباع أوامره واجتناب نواهيه والعمل بسنة نبيه وصار يحكم بين الناس بالعدل مع اشتهاره بالرأفة والرحمة والتفقد للرعية وكان يمر بنفسه على سائر البلاد التي تحت طاعته ويزيل عنها البدع والهمجية المخالفة للشريعة المحمدية

## حروب الشيخ عجيب

### حرب المناع
دارت حربا بينه وبين قبيلة المناع البجاوية في الشرق، وكان الشيخ عجيب غازياً في سبيل الله لا يحارب إلا لتأييد الدين وإظهار الشرع المحمدي فجهز جيشاً عظيماً وقاده بنفسه ولما قرب من محل الشيخ المذكور ترك جيشه وذهب إليه منفرداً في صفة رجل يستجير فأنزله من وراء البلد ولم يقصد بذلك الشيخ عجيب إلا الوقوف على حقيقته فلما تحقق ما بلغه نظراً بعينه رجع متخفياً إلى جيشه وعند ذلك قال فيه الشاعر...
العندة تسعة عشر من صقور جماع ... المثل أسودة الخلا القماع
حتى الطير فضلت الشكشك المناع.... كيف ينزل وقيع من ورا المناع
وكان أبناء عبد الله جماع صفر الألوان ولذلك لقبوهم بصقور جماع ثم خاطبه بأن الرجل الذي استجار به هو الشيخ عجيب ملك قري فإن أطعتني وتركت أحكامك المخالفة للشرع أقرك شيخاً في محلك وإلا فاستعد لمحاربتي فلما وصل الخطاب إلى شيخ عربان العنج غضب وجمع جيوشه وتقدم لمحاربة الشيخ عجيب والتقى الجيشان وتحارباً حرباً شديداً إلى أن فصلهم الظلام وهكذا استمر الحرب عشرين يوماً وفي الواحد والعشرين قتل شيخ عربان العنج وانهزم ما بقي من جيشه فاقتفت آثارهم فرسان الشيخ عجيب بالقتل فانقسموا طائفتين طائفة إلى كرسك والأخرى إلى مصوع ولما فتح تلك البلاد ولى عليها نابت جد النابتاب حاكماً وأمره بالعدل وإقامة شعائر الدين وعمارة المساجد وجعل حده سواكن ومصوع وكرسك من جهة البحر الأحمر ثم توجه إلى حج بيت الله الحرام لأداء الفريضة وكان الطريق وعر المسالك لما رأى ذلك استحسن أن يفتح الطريق ليكون مسلكاً للعامة رجاء للثواب وتقريباً للمسافة لم يريد الحج وكان قبل ذلك الطريق بالقصير .
فاجتهد الشيخ عجيب وفتحه بجمع السمن وصبه على الحجارة وإيقاد النار عليها حتى تيسر كسرها. وسار إلى سواكن وعمل بها حفيراً واسعا لخزن مياه الأمطار لشراب الناس، يقع في الجنوب لسواكن. ثم قطع البحر وحمل معه ذهب ليتم عظمته وسار إلى مكة المكرمة وقضى المناسك وتوجه لمدينة الرسول وبعد الزيارة أقام بها زمناً طويلاً أسس فيه مآثر وأوقاف بالحرمين الشريفين موجودة إلى الآن.

### الحرب مع ملك الفونج
ثم حصل اختلاف بينه وبين ملك الفونج المسمى سليمان وقيل عبد القادر في عوايد دينية أدت إلى الحرب بينهما فانتصر عليه الشيخ عجيب وأخرجهم من ديارهم حتى أدخلهم الحبشة وعمر بها المساجد منها مسجد بمحل يقال له أحمر موقى بجهة الرصيرص وآخر بفواس بالقرب من حدود الحبشة وثالث بجهة قبائل الكومة والأعمار محل إقامته بالحبشة وآثارها موجودة إلى الآن وجعل حدود مملكته مع الحبشة جبل قورة والحجر أبوقد ثم إلى جهة الغرب وأوقف حده مع سلطنة فور بمحل يقال له فوجة أي (قاب يلول) ثم مر على جهة الشمالية وأوقف حده بجهة أسوان.
وبعد ذلك رجع إلى عاصمة ملكه قري فاستتب الأمن وانتظمت الأحوال وعين أربعين قاضياً لأحكام الشريعة المحمدية فباشروها بصدق ونزاهة ومنهم الشيخ عبد الله العركي الولي الكامل في علوم الظاهر والباطن فقال فيه الشاعر(ويحكم بالشريعة لا يبالي يقض الحق بالنوازل والنقول) ومنهم الشيخ عبد الرحمن بن الشيخ النويري القطب الكامل ومنهم الشيخ بقدوس بن سرور الجموعي على دار الجموعية فحارب مع الشيخ عجيب الفونج في كركوج وقتل معه شهيداً وأيضاً الشيخ حمد النجيض الجموعي العوضابي ومنهم الشيخ دشين قاضي العدالة الذي قال فيه فرح: دشين قاضي العدالة: الما بميل للضلالة. ثم الشيخ محمد القناوي على بربر ونواحيها والشيخ علي ود عشيب على العيدج ونواحيها وهلم جرا وأيضاً عين ملوكاً ومشايخ على قبائلهم وأيدهم بالطواقي على حسب العادة المتبعة في ذلك الوقت وهم سبعة عشر طاقية منهم الحمدة والجموعية والسعداب والميرقاب والرباطاب والشايقية وملوك أرقو والقبياب بجهة كردفان وفي الصبح عشرة طواقي منهم الحمران والنابتاب والحلنقة والكميلاب وغيرهم وكانوا يدفعون إليهم جعلاً سنوياً والقود من الخيول والدقيق ولمحبته في العلم جاءت إليه العلماء ورجال الدين وانتشرت العلوم في ذلك العصر وقراءة القرآن الكريم وقد حبا أهل الدينوالعلماء بالهدايا الثمينة التي من أهمها الأطيان الموجودة عند أحفادهم إلى الآن.
وعظم الملك في زمنه حتى قيل أن الجيش المعد لحراسة مدينة قري في كل يوم اثني عشر ألف فارس على اثني عشر ألف حصان في لون واحد سواك كان أحمر أو أبيض أو أزرق أو غير ذلك، ثم أن الشيخ عجيب علم أن شيخ عربان العنج الذي هو خارج عن طاعته مخالف للشرع المحمدي يسفك الدماء ويأخذ الأموال بدون وجه شرعي وأن المرأة تطلق زوجها ويتزوجها آخر في يوم واحد،
ولما رجع من حجه إلى قري العاصمة بلغه أن ملك الفونج جمع جيوشاً جرارة من أمم مختلفة قاصداً محاربته فتوجه إليه الشيخ عجيب فالتقى الجيشان قريباً من محل الملك المذكور وصارت بينهم محاربة شديدة أياماً عديدة ولما رأى الشيخ عجيب قلة عسكره لكثرة الوقائع رجع وجمع جيوشاً ليكر بها مرة أخرى وفي أثناء ذلك حضر بجيوشه فتحاربا بمحل يقال له الدبكر المسمى الآن كركوج شرق الخرطوم على ضفة النيل الأزرق فاستشهد الشيخ عجيب بها ويقال أنه كان معمراً حتى أن جفونه تنزل على بصره فتغطيه فيرفعها ويربطها بشريط على جبهته وملكه 45 سنة تقريباً قدس الله روحه ونور قبره وسقى ضريحه صوب الرحمة والرضوان. ثم نقل الفونج على داره وخرج أولاده ببقية الجيش من قري إلى دنقل

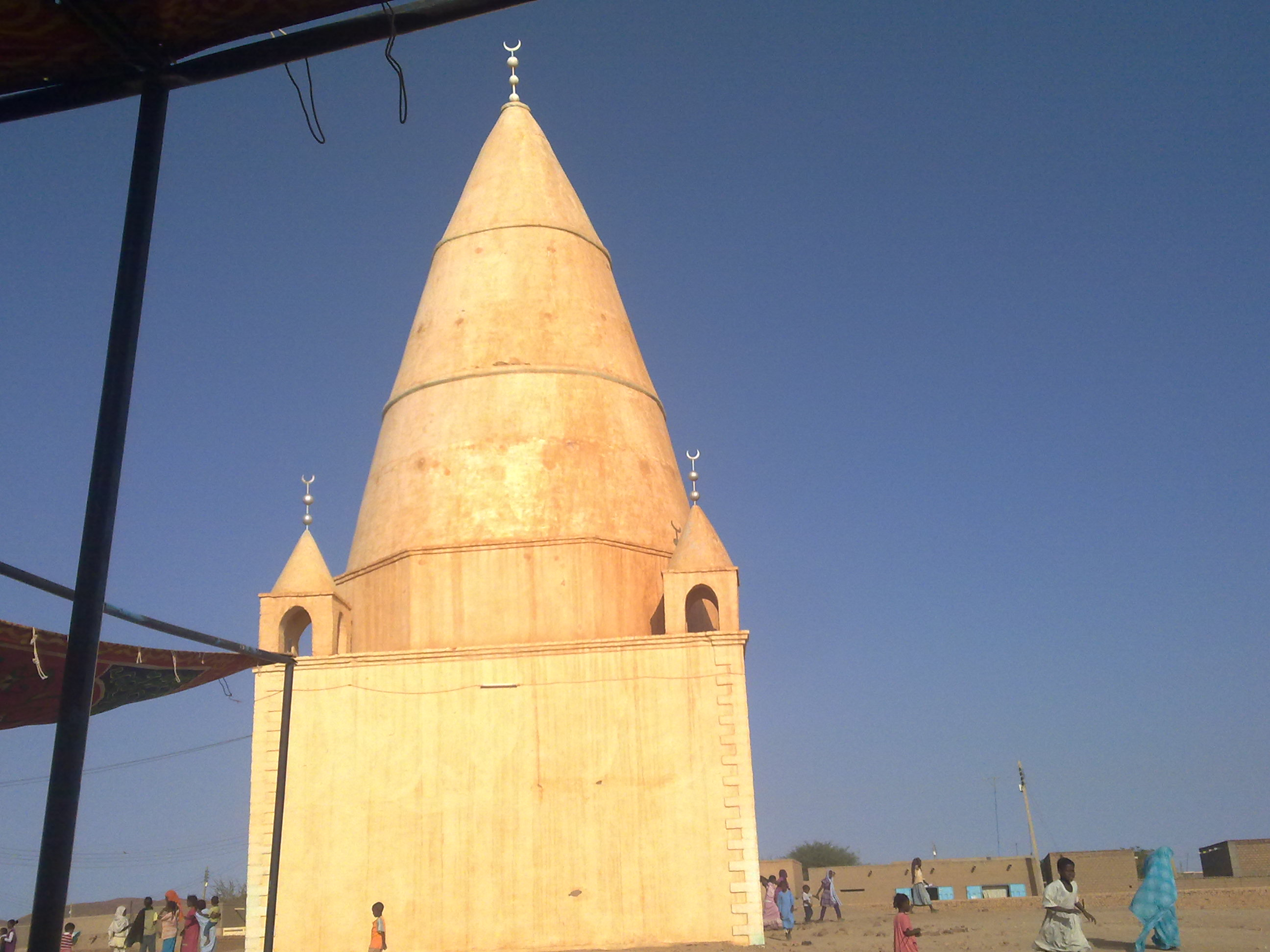
قبة الشيخ الولى عجيب المانجلك بمدينة قرى